# جبل الجلالة
جبل الجلالة سلسلة جبلية من جبال البحر الأحمر، شرق مصر، تبدأ عند العين السخنة في أقصى شمالها وتمتد جنوبا، وتنقسم إلى الجلالة البحرية شمالا والجلالة القبلية جنوبا، يفصلهما وادي عربة. يرتفع جبل الجلالة البحرية 1200 مترا. يعتقد أنه المكان الذي عبر موسى منه باليهود البحر الأحمر هربا من فرعون. يأتي الجبل السياح العرب والأجانب الباحثين في تاريخ مصر. فقرب جبل الجلالة البحرية يوجد جبل التقى ذو الأهمية الدينية، يرتفع 800 مترا ويوجد بالقرب منه وادي الشويبة ووادي هوغولاند. بالمكان توجد ينابيع الكبريت التي سميت عليها العين السخنة.